# Thomas Höpker

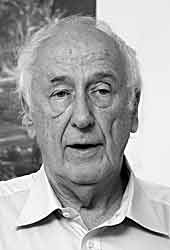
Thomas Höpker (2009)

Thomas Höpker, englisch: Thomas Hoepker (* 10. Juni 1936 in München; † 10. Juli 2024 in Santiago de Chile), war ein deutscher Fotograf und Dokumentarfilmregisseur, der ab 1976 in New York City lebte. Höpker wurde 1989 Vollmitglied in der Agentur Magnum Photos und war von 2003 bis 2007 ihr Präsident.

## Leben
Schon im Alter von 14 Jahren machte Höpker erste Versuche mit einer Plattenkamera. Nach seiner Schulzeit, die in München begann und ihn über Stuttgart schließlich zum Abitur am Hamburger Kirchenpauer-Gymnasium führte, studierte er 1956–1959 Kunstgeschichte und Klassische Archäologie an der LMU München und an der Universität Göttingen. In diesen Jahren errang er zweimal Preise beim Wettbewerb Jugend photographiert auf der Photokina, 1958 war er außerdem an der Deutschen Bilderschau auf dieser Fotomesse beteiligt.
Ab 1959 arbeitete Höpker regelmäßig für Zeitschriften und Jahrbücher, beteiligte sich aber auch an langfristig angelegten Fotoprojekten, die die neuen Möglichkeiten der Fotografie bekanntmachten und die Einbeziehung der Jugend und ihrer Sichtweise in das Erscheinungsbild des Mediums Fotografie zum Thema hatten.
Über Veröffentlichungen in den Zeitschriften twen und Kristall (mit über 50 Bildseiten in vier Ausgaben nach einer mehrmonatigen Reise quer durch die USA 1963) bekanntgeworden, wurde er als Fotoreporter schließlich von Henri Nannen und Rolf Gillhausen bei der Illustrierten Stern 1964 engagiert.
Seine Fotoreportagen führten in alle Kontinente; ab 1971 machte er auch Filme und arbeitete als Kameramann. 1974 ging er zusammen mit seiner Frau, der Journalistin Eva Windmöller, für den Stern nach Ost-Berlin, wo er als Fotograf akkreditiert wurde. Gemeinsam arbeiteten sie dort drei Jahre und vermittelten dem Westen ein Bild des Lebens im anderen Teil Deutschlands.
1976 ging er mit seiner Frau nach New York, wo er weiter für den Stern tätig war. Als Art Director wirkte er beim Versuch des Verlags mit, eine amerikanische Ausgabe der neu gegründeten Reportagezeitschrift GEO zu etablieren. Ende der 1980er Jahre wurde er für zwei Jahre Art Director beim Stern in Hamburg, kehrte 1989 aber nach New York zurück, wo er fast bis zu seinem Tode lebte.
Höpker wurde 1989 als erster deutscher Fotograf Vollmitglied bei der international angesehenen Agentur Magnum Photos. 1992 wurde er ihr Vizepräsident, von 2003 bis Januar 2007 war er ihr Präsident. Er war weiterhin beruflich aktiv und drehte 2005/2006 Dokumentarfilme in Südamerika für den SWR und arte.
Seine erste Ehefrau Eva Windmöller verstarb 2002. Bis zu seinem Tod war er mit der Filmemacherin Christine Kruchen verheiratet.
Höpker zeigte sich dem Bildjournalismus-Studiengang in Hannover sehr zugetan. Auf dem alle zwei Jahre stattfindenden Lumix Festival für jungen Fotojournalismus führte er als Moderator durch das Programm. Thomas Hoepker äußerte sich auch zum Lumix Festival für jungen Fotojournalismus: „Wer hat eigentlich die Legende erfunden, dass der Bildjournalismus tot ist?“ fragte er, „Hier überall an den Wänden lebt er – vielleicht sogar besser denn je.“.
Höpker war an Alzheimer erkrankt. Er starb im Juli 2024 im Alter von 88 Jahren.

## Werk

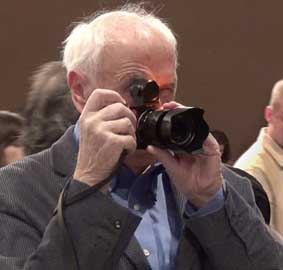
Thomas Höpker, Maag Halle Zürich, 2014

Die Bildsprache in Höpkers Fotojournalismus ist von Humanismus geprägt, was heute geläufiger ist unter dem Begriff der „concerned photography“. Oft in den Elendsgebieten der Welt im Einsatz, ging es ihm nie um die plakative Zurschaustellung von Armut, Krieg und Hungersnöten. Sein Kennzeichen sind subtile Bilder, ohne dabei die Abgebildeten bloßzustellen. Fotografie war für Höpker wie für alle Magnum-Mitglieder auch eine humane Waffe, sich für eine gerechtere Welt einzusetzen. Das Spannungsfeld seiner Tätigkeiten reichte von Reportagen einer Leprastation über die Unmenschlichkeit des Rekrutendrills am Beispiel der USA bis zu schon fast ironischen Bildern aus Politik und High Society.
Daneben fotografierte Höpker auf seinen Reisen oft einprägsame Porträts von Städten, allen voran von New York, aber auch von Kiel, Wien und Rom, sowie von solch landschaftlich und sozial unterschiedlichen Ländern wie Finnland, Irland oder vom US-Bundesstaat New Mexico.
Obwohl sich Thomas Höpker immer als Auftragsfotograf verstand, werden nicht wenige seiner Bilder in Ausstellungen präsentiert dank einer künstlerischen Qualität und dichten Bildaussage. Die Aufnahmen bewahren noch nach Jahrzehnten eine andauernde Qualität, trotz ihrer Herstellung für tages- oder wochenaktuelle Illustrierte vergangener Jahrzehnte. Das unterstreicht eine teilweise zeitlose Gültigkeit von vielen seiner Aufnahmen und Foto-Reportagen.
Seinen subtilen Stil demonstriert er mit der bekannt gewordenen Aufnahme Blick von Williamsburg, Brooklyn, auf Manhattan, 11. September 2001 zu den Terroranschlägen am 11. September 2001 in New York. Obwohl ihm die Möglichkeit verwehrt war, „an das Geschehen heranzukommen“, konnte er ein surreales Bild des Grauens erstellen. Umrahmt von sonnenbeschienenen Zypressen am Ufer von Williamsburg vor der Skyline Manhattans plaudern scheinbar von der Katastrophe unberührte junge Menschen, während im Hintergrund die scheinbare Idylle radikal negiert wird von der Rauchsäule der eingestürzten Türme des World Trade Centers. Höpkers Bild konfrontiert auf effektvolle Weise eine scheinbar unbekümmerte Ahnungslosigkeit mit einer Katastrophe. Tatsächlich waren aber die abgebildeten Personen, jedenfalls nach eigenen Angaben, zum Zeitpunkt der Aufnahme weder ahnungslos noch unbekümmert, sondern diskutierten intensiv über die Vorgänge, was aber in dem schnappschussartigen Foto nicht zum Ausdruck kommt.
Höpkers letztes großes Interesse galt dem südamerikanischen Kontinent, dessen Ländern und Menschen er in den letzten Jahren seine Aufmerksamkeit widmete.
Artikel
- Rügen: Und im Sommer nach Binz. In: Geo-Magazin. Hamburg 1980, 4, S. 34–54. Fotos zum geschichtlich informativen Erlebnisbericht von Rolf Schneider. ISSN 0342-8311

## Zitate
“I am not an artist. I am an image maker.”

„Ich bin kein Künstler. Ich bin ein Bilderfabrikant.“

„Es gibt diesen Begriff der ‚concerned photography‘, also der Fotograf, der sich um Mitmenschen kümmert, um Probleme auf der Welt, um leidende Menschen, der Mitgefühl in seine Arbeit bringt. Wir versuchen das aufrecht zu erhalten und auch mit großem Erfolg. Das ist nach wie vor ein Thema für uns: Wir kümmern uns um die Dritte Welt, um unterprivilegierte Menschen.“

## Ausstellungen (Auswahl)
- 1965: Museum für Kunst und Gewerbe Hamburg
- 1994: The Maya. Kunsthalle Köln
- 2006: Photographien 1955–2005. Münchner Stadtmuseum
- 2007: Photographien 1955–2005. Museum für Kunst und Gewerbe Hamburg
- 2008: Thomas Hoepker: Photographien 1955–2008. Ludwig Galerie Schloss Oberhausen
- 2009: WestLicht, Wien
- 2011: Über Leben – Fotografien von Thomas Hoepker und Daniel Biskup. Deutsches Historisches Museum, Berlin.[9]
- 2012: Zeitsprung – Fotografien von Thomas Hoepker. Haus der Geschichte, Bonn[10]
- 2015: Eliott Erwitt & Thomas Hoepker. Kolvenburg, Billerbeck[11]
- 2015-2016: Ali and Beyond, Bildhalle, Zürich, Schweiz[12]
- 2016: Thomas Hoepker: Amerika. Deutsches Fotomuseum, Leipzig
- 2017: Die fotografierte Ferne. Fotografen auf Reisen (1880–2015). Gruppenausstellung, Berlinische Galerie, Berlin
- 2020: Thomas Hoepker in Greifswald, Galerie STP, Greifswald, 2. Oktober bis 14. November 2020[13]
- 2022: Thomas Hoepker, Bilderfabrikant. Ernst-Leitz-Museum Wetzlar.[14]
- 2022: Thomas Hoepker – My Way, Ausstellung in Berlin, Galerie Buchkunst[15]
- 2022: Thomas Hoepker - DEAR MEMORIES, Bildhalle, Zürich, Schweiz[16]

## Bibliografie
- Thomas Höpker, Rolf Winter: yatun papa, Vater der Indianer. Franckh’sche Verlagshandlung, Stuttgart 1963.
- Eva Windmöller, Thomas Höpker: Leben in der DDR. Gruner + Jahr, Hamburg 1976.
- Thomas Höpker, Günter Kunert: Berliner Wände. Bilder aus einer verschwundenen Stadt. Carl Hanser Verlag, München, Wien 1976, ISBN 3-446-12276-1.
- Heinz Mack: Expedition in künstliche Gärten. Hamburg 1977 – (Spiegelnde Licht-Skulpturen in extremen Landschaften).
- Thomas Höpker, Rolf Winter: Ansichten: Fotos von 1960 bis 1985. Edition Braus, Heidelberg 1985, ISBN 3-921524-77-6.
- Thomas Höpker, Eva Windmöller: New Yorker: 50 außergewöhnliche Foto- und Textportraits. Ed. Stemmle, Schaffhausen 1987, ISBN 3-7231-0365-0.
- Thomas Höpker, Freddy Langer: Land der Verzauberung: Santa Fe, New Mexico. Ellert und Richter, Hamburg 1991, ISBN 3-89234-288-1.
- Return of the Maya: Guatemala – A Tale of Survival. Stockport 1998.
- Thomas Höpker, Ulrich Pohlmann: Thomas Höpker 1955–2005. Schirmer/Mosel, München 2005, ISBN 3-8296-0219-7. (Ausstellungskatalog, 272 S., 195 z. T. farb. Fototafeln, Retrospektive über fünfzig Jahre Reportagefotografie).
- Thomas Hoepker: DDR Ansichten – Views of a Vanished Country. Hatje Cantz Verlag, Ostfildern 2011, ISBN 978-3-7757-2813-3.
- Günter Kunert: Berliner Kaleidoskop. Aufzeichnungen. Photographien von Thomas Hoepker. Verlag Thomas Reche, Neumarkt 2011, ISBN 978-3-929566-97-0.
- Thomas Hoepker: New York. teNeues Verlag, Kempen 2013, ISBN 978-3-8327-9712-6.
- Thomas Hoepker: Wanderlust, 1954–2013. teNeues Verlag, Kempen 2014, ISBN 978-3-8327-9895-6.
- Thomas Hoepker, Freddy Langer (Hrsg.): The Way it Was. Road Trips USA. Steidl Verlag, Göttingen 2022, ISBN 978-3-96999-081-0.
Die Wiederholung der USA-Reise von 1963, am Rande der aufscheindenden Alzheimer-Krankheit des Fotografen, zusammen mit seiner Frau – mit S/W-Bildern von damals und Farbbildern von heute und einem Film als Resultat. (Essay in English)

über Höpker
- Die großen Fotografen. Thomas Höpker. Christian-Verlag, München 1985, ISBN 3-88472-103-8. (63 S., nur Ill., z. T. farb.).

## Filmografie
Fernsehdokumentarfilme
- 1971: Juden in Amerika
- 1973: Das Dorf Arabati – (Äthiopien)
- 1998: Tod im Maisfeld. – (Guatemala) – Regie: Christine Kruchen, Thomas Höpker.[17]
- 2000: Die Insel Robinson Crusoe
- 2003: Die Osterinsel
- 2005: Eiskalte Pracht – auf Patagoniens gefährdeten Gletschern. – Regie: Christine Kruchen, Thomas Höpker.[18]

Dokumentationen über Höpker
- Chronist mit der Kamera. Thomas Hoepker oder die Sensation des Alltäglichen. Produktion: SWR 1989.
- Große Reporter. (Folge 2). Produktion: SWR 1990.
- Augenzeugen: Thomas Höpker, Robert Lebeck, Stefan Moses. Buch und Regie: Thomas Schadt, Produktion: BR, arte.[19]
- Dear Memories – Eine Reise mit dem Magnum-Fotografen Thomas Hoepker. Regie: Nahuel Lopez, Produktion: Granvista Media GmbH, tellfim GmbH, 2022.

## Auszeichnungen
- 1956–1958 Zwei Preise beim Wettbewerb Jugend photographiert
- 1967: Word Press Photo Award für General News
- 1976: World Press Photo Award für Kunst und Unterhaltung
- 2014: Leica Hall of Fame